# حدث انقراض الإيوسيني-الأوليغوسيني
حدث انقراض الإيوسيني-الأوليغوسيني أو الانقلاب الكبير (بالفرنسية: Grande Coupure)‏، هو علامة الانتقال بين نهاية الإيوسيني (33.9 م.س.مضت) وبداية الأوليغوسيني، حدث فيه انقراض واسع النطاق وانقلاب نباتي وحيواني (رغم أنه طفيف مقارنة بالنقراضات الجماعية الكبيرة). معظم الكائنات المتأثرة كانت بحرية أو مائية. وشملت آخر الحيتانيات القديمة.